# The Sound
The Sound fue un grupo post-punk inglés, formado en 1979 y separado en 1988. El líder del grupo era Adrian Borland y se formó como evolución de su banda anterior, The Outsiders.
Compartieron casa de discos con grupos como Echo & the Bunnymen y The Chameleons, y escenario con Echo & the Bunnymen, The Comsat Angels, The Au Pairs, Modern Eon, Felt, Medium Medium, Public Image Ltd., Eyeless in Gaza, The Stranglers, China Crisis, Thompson Twins, Aztec Camera, entre otros.

## Historia

### Comienzos
Creada a partir de los restos de The Outsiders, la formación original de The Sound estaba compuesta por Adrian Borland (cantante, guitarra), Graham Bailey (bajo), Mike Dudley (batería) y Benita "Bi" Marshall (teclados, saxofón, clarinete). En 1979, firmaron contrato con Korova Records, un pequeño sello de Warner Brothers, para producir tres discos. Debutaron con Jeopardy, que recibió críticas favorables.
El segundo álbum, From the Lions Mouth, incorpora la sustitución de la teclista Marshall por Colvin "Max" Mayers, y más aplausos de la crítica, pero tampoco este disco logró que el grupo saliese del estatus de banda de culto. Korova presionó a Borland y sus compañeros para que trabajasen en un tercer álbum más comercial. Como acto de rebeldía, la banda respondió con All Fall Down, un álbum que les alejó más aún de la dirección que se les solicitaba. El batería Mike Dudley lo recuerda así: 

Al contrario que la discográfica, pensábamos que nos debían el respaldo que nos habíamos ganado y que si ellos realmente querían un álbum comercial, lo que tenían que hacer era poner un montón de dinero apoyándole, cosa que ni con "Jeopardy" ni con "From the Lions Mouth" hicieron realmente... Así que cuando nos vinieron diciendo que la solución es que escribiéramos canciones más comerciales, pensamos: "Que os jodan", y seguimos adelante y produjimos "All Fall Down".

Durante los primeros 80, The Sound giró por Europa, cubriendo el Reino Unido y buena parte del continente. Como sus contemporáneos, The Comsat Angels (con los que giraron 1981), disfrutaron de un gran éxito en Holanda, recibiendo un amplio seguimiento allí. The Sound grabaron varias Peel sessions e interpretaron el sencillo "Sense Of Purpose" en el programa de TV Old Grey Whistle Test (hacia 1981). Y en 1983 y 1984, hicieron dos cortas giras por los USA.

### Cambios de compañía discográfica
Tras All Fall Down, The Sound dejó Korova y buscó otra discográfica. En 1984, firmaron con Statik, una editora independiente. Al año siguiente, lanzaron un EP, Shock of Daylight, y un álbum Heads and Hearts. Continuaron las giras, a pesar de que el grupo seguía presionado para ganar una más amplia audiencia. Por 1985, Borland comenzó a sufrir síntomas de problemas mentales, quizás originados en las frustraciones acaecidas en su carrera.
Poco después del lanzamiento de un álbum en directo en 1986, In the Hothouse, Statik quebró. El grupo produjo un álbum más, Thunder Up, en el sello belga Play It Again Sam. De gira por España en 1987, debieron cancelar varios conciertos porque Borland se vino completamente abajo. Dudley recuerda traer de vuelta a casa en avión a un desquiciado Borland. La banda decidió disolverse a primeros de 1988.

### Actividad post-ruptura y suicidio de Adrian Borland
Graham Bailey se mudó a New Orleans, donde vivió por 16 años, volviendo al Reino Unido en 2007. Max Mayers murió en 1993, enfermo de algo relacionado con el SIDA. Mike Dudley dejó la industria musical, vive y trabaja en el sur de Londres.
Tras la ruptura de The Sound, Borland mantuvo una carrera en solitario por aproximadamente una década más, y ocasionalmente participó en grupos como White Rose Transmission y Honolulu Mountain Daffodils (en los que actuaba con el alias de Joachim Pimento). Sin lograr nunca sobreponerse a la depresión, Borland se suicidó el 26 de abril de 1999, arrojándose al paso de un tren expreso en la estación de Wimbledon.

## Legado
Son multitud los que están de acuerdo en que The Sound no recibió el reconocimiento que merecía. De la tienda de discos de Sun Records: «The Sound fue trágicamente infravalorado en su día y ha permanecido injustamente olvidado desde entonces». Según Trouser Press: «Es difícil entender cómo este cuarteto londinense nunca encontró el éxito. En su mejor momento, el excelente neo-pop de The Sound estaba a la altura de los mejores The Psychedelic Furs y Echo & the Bunnymen». Según Jack Rabid de la revista Big Takeover: «¿The Sound? Simplemente uno de los mejores grupos de los 80».
Poco después de la muerte de Adrian Borland, el catálogo de The Sound fue remasterizado y reeditado en CD por Renascent Records, una compañía que inicialmente fue creada únicamente con ese fin, siendo Thunder Up el único álbum de estudio del grupo no reeditado por Renascent. En junio de 2006, miembros de destacados grupos ingleses participaron y promovieron un concierto llamado "The Sound Of Adrian Borland"; varios cantantes invitados que habían sido amigos cercanos de Borland (como Mark Burgess de The Chameleons) se ocuparon de la voz solista.
Se publicó una biografía de Adrian Borland titulada (Book Of) Happy Memories —(El libro de) Los recuerdos felices—. En 2001 se publicó un álbum de tributo titulado In Passing – A Tribute to Adrian Borland and The Sound. Otro álbum de tributo está en preparación titulado There Must Be a Hole In Your Memory.

## Discografía

### Álbumes
- Jeopardy (Korova, 1980)
- From the Lions Mouth (Korova, 1981)
- All Fall Down (WEA, 1982)
- Heads and Hearts (Statik, 1985)
- Thunder Up (PIAS, 1987)

### EP, Singles
- Physical World (Torch, 1979)
- Heyday (b/w "Brute Force") 7" (Korova, 1980)
- Live Instinct EP (Korova [solo Holanda], 1981)
- Sense Of Purpose 7"/12" (b/w "Point Of No Return," "Coldbeat") (Korova, 1981)
- Hothouse (b/w "New Dark Age" [En directo en Holanda]) 7" (Korova, 1982)
- Counting the Days (b/w "Dreams Then Plans") 7" (Statik, 1984)
- One Thousand Reasons 7"/12" (b/w "Blood And Poison," "Steel Your Air") (Statik, 1984)
- Shock of Daylight EP (A&M [U.S.]/ Statik, 1984) (Incluido en la reedición en CD de Heads and Hearts)
- Temperature Drop (b/w "Oiled") 7" (Statik, 1985)
- Under You (b/w "Total Recall") 7" (Statik, 1986)
- Hand of Love 7/12" (b/w "Fall Of Europe," "Such A Difference") (Play It Again Sam, 1987)
- Iron Years 7"/12" (b/w "Fall Of Europe," "I Give You Pain (directo)") (Play It Again Sam, 1987)

### Álbumes recopilatorios, Álbumes en directo
- Counting The Days CD (Statik, 1986; recopilación, lo mejor de)
- In The Hothouse 2xLP (Statik, 1986; En directo en The Marquee en Londres, 27 y 28 de agosto de 1985) (reeditado dos veces, 1 CD)
- Propaganda CD (Renascent, 1999; 1979 sesiones de estudio)
- The BBC Recordings 2xCD (Renascent, 2004; directo 1980-85)
- Dutch Radio Recordings (Vols. 1 - 5) (directo 1980-85) (2006, Renascent)